# Теория революции айнов

Карта расселения айнов на Хоккайдо

Теория революции айнов (яп. アイヌ革命論) — японская леворадикальная теория, популярная в 1970-е годы, базирующаяся на поддержке айнского населения Японии.

## История
В начале 1970-х годов, некоторые японские левые политики (в том числе течение в организации Дзэнгакурен), опиравшиеся на люмпен-пролетариат, прежде всего — Рю Ота, стали относить к нему и айнов и утверждать, что айны Японии также включены в эту группу. Они утверждали, что народ айнов жил при первобытном коммунизме и потому те достойны возглавить коммунистическую революцию.
В середине 1970-х годов в различных частях страны (главным образом на Хоккайдо) произошел ряд насильственных инцидентов, на которые, по всей видимости, повлияла теория революции айнов. Большинство этих терактов были совершены Вооружённым антияпонским фронтом Восточной Азии.
Собственные этнические движения айнов, такие как движение за отмену «Старого закона о защите земли Хоккайдо», активизировались в 1970-х годах, но развитие теории революции айнов не было связано с этими движениями. Рю Ота подвергался критике за апроприацию айнской культуры и истории.
Айнские политические активисты Сёдзи Юки и Кадзуаки Ямамото сформировали Альянс освобождения айнов в 1972 году, В 1972 году Юки также познакомился с Рю Отой, когда тот зачитывал публичную анкету на конгрессе Японской антропологической и этнической ассоциации в Медицинском университете Саппоро. Позже Юки критиковал Теорию революции айнов Ота за то, что она не согласуется с верованиями айнов. После того как оба политика были арестованы в 1974 году за подстрекательство к беспорядкам, альянс прекратил своё существование.
После того как Вооружённый антияпонский фронт Восточной Азии был разгромлен, а Рю Ота перешёл к «зеленой политике», после чего стал националистом и сторонником конспирологии, идеи теории революции айнов пошли на спад и не играют важной роли в японском политическом дискурсе.